# Devillea patrizii
Devillea patrizii är en mångfotingart som beskrevs av Manfredi 1956. Devillea patrizii ingår i släktet Devillea och familjen Xystodesmidae. Inga underarter finns listade i Catalogue of Life.